# سيس دي وولف
سيس دي وولف (بالهولندية: Cees de Wolf)‏ (17 ديسمبر 1945 في هولندا - 22 يوليو 2011 في هولندا) هو لاعب كرة قدم هولندي في مركز الهجوم. لعب مع أياكس أمستردام وكيه في ميخيلين ونادي هارلم ودالاس تورنايدو وأمستردام الأزرق والأبيض.

## وصلات خارجية
- سيس دي وولف على موقع قاعدة بيانات كرة القدم.إي يو (الإنجليزية)